# Tintenfisch (Lebensmittel)

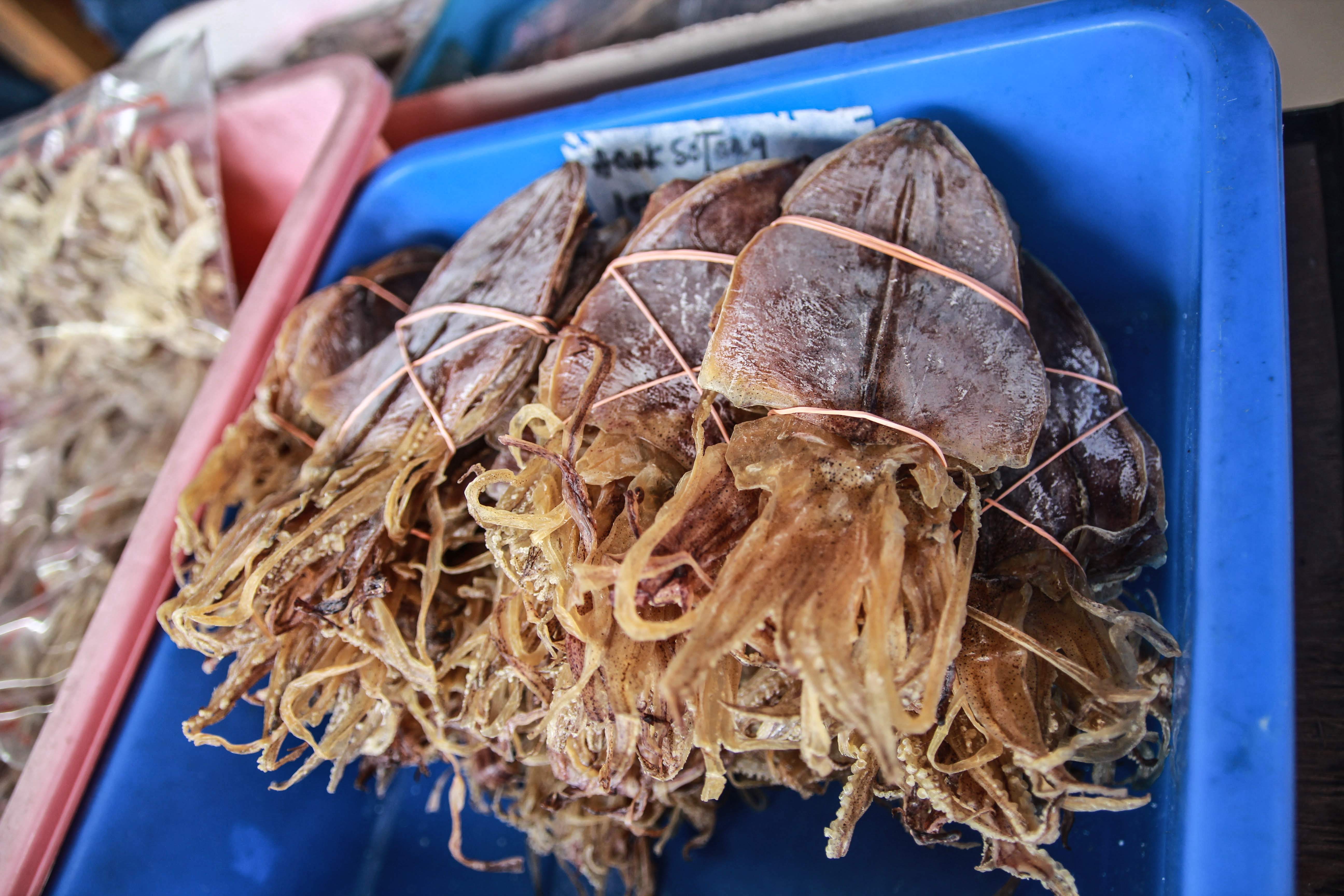
Getrockneter Tintenfisch in Malaysia

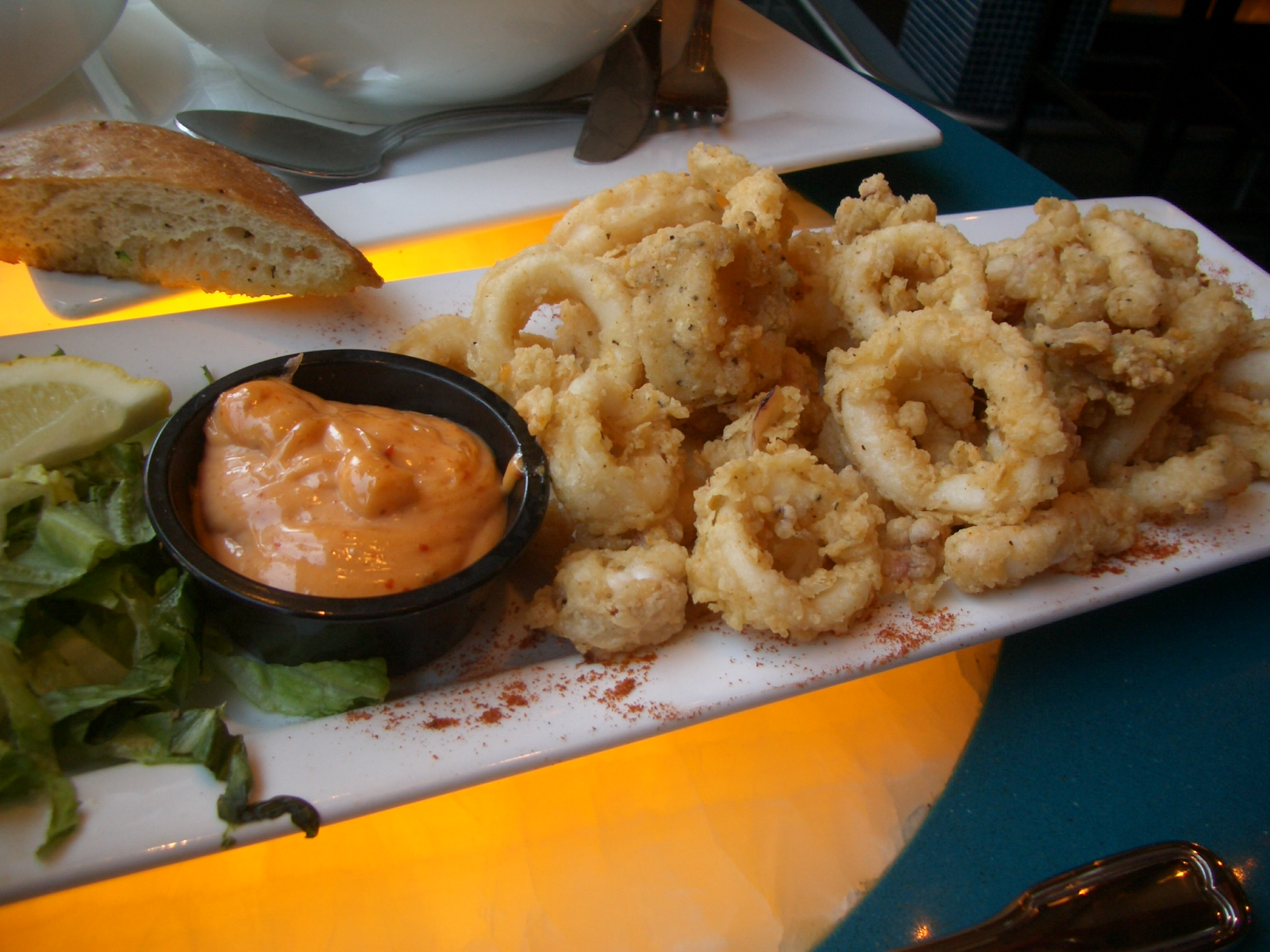
Panierte Tintenfischringe

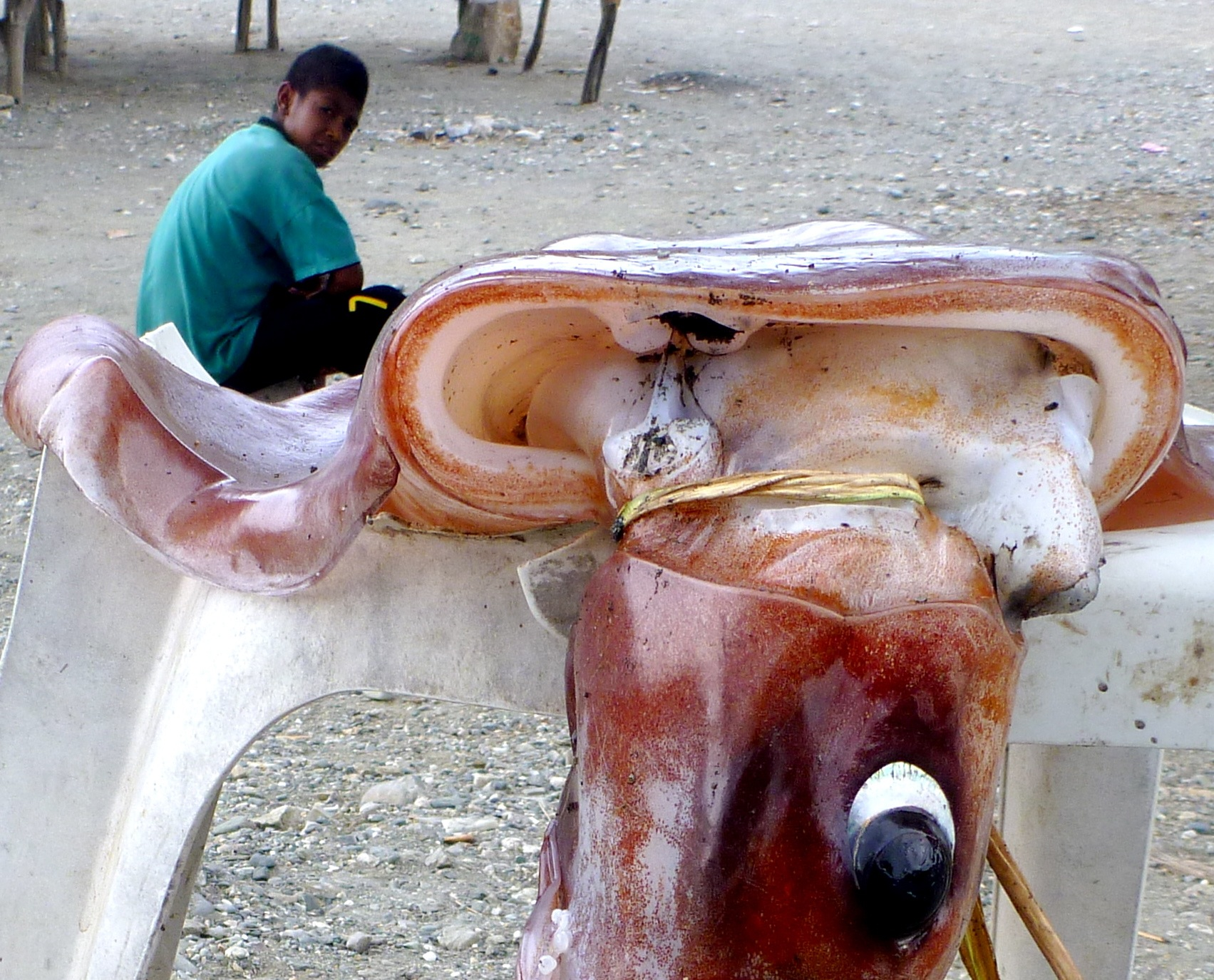
Frischer Tintenfisch zum Verkauf in Osttimor

Tintenfisch bezeichnet als Lebensmittel bestimmte Meeresfrüchte, die in der mediterranen Küche und in Asiatischen Küchen vielfältig verwendet werden. Der Name leitet sich von den Tintenfischen ab, die eine Unterklasse der Kopffüßer bilden.

## Unterteilung
In der deutschen Küchensprache werden meist alle essbaren Kopffüßer als Tintenfische bezeichnet und als Kalmare (Calamari, Kalamari, Seppie, Polpi, Calamares) und Kraken (Octopus, Polpo, Pulpo) unterschieden, wohingegen in anderen Küchensprachen, zum Beispiel im Portugiesischen, auch kulinarisch klar zwischen Sepia (choco), Krake (polvo) und Kalmar (lula) unterschieden wird.
- Die Kalmare (Teuthida) stellen mit rund 400 Arten die größte Gruppe innerhalb der Kopffüßer dar. Sie haben einen Kopf mit zehn dünnen Armen (zwei davon als längere Fangarme) und einen deutlich abgesetzten, spindel- bis kegelförmigen Leib, der seitlich dreieckige Flossen trägt. Im Inneren wird er durch einen Schulp aus Aragonit und Chitin verstärkt, der sich leicht herausziehen lässt. Die namengebenden Tintenbeutel liegen hinter dem Kopf, die darin enthaltene Tinte (Sepia) ist eine braunschwarze Masse, die auch in der Küche Verwendung findet, zum Beispiel für venezianisches Tintenfischragout, für schwarzen Risotto oder Arroz negro (portugiesisch schwarzer Reis) oder zum Färben von Nudeln. Beliebt ist eine Füllung des Leibs, der Tube, mit gewürztem Reis oder Brötchen und den kleingeschnittenen Armen, das Ganze anschließend gegrillt oder geschmort. Mit Ausnahme des Humboldt-Kalmars, dessen Tube in Stücke geschnitten in den Handel kommt, sind handelsübliche Tuben etwa 5 bis 20 Zentimeter lang.

- Die Kraken werden 50 Zentimeter bis vier Meter groß, haben einen beutelförmigen Körper ohne Stützskelett und acht muskulöse Arme mit doppelten Saugnapfreihen. Wegen ihres zarten Fleisches, das etwas an Kalb erinnert, gelten sie als besondere Delikatesse. Zumindest früher war es üblich, die gefangenen Kraken auf große Steine zu schlagen, um ihr Fleisch mürber zu machen.

## Typische Tintenfischgerichte
- Calamaretti alla napoletana (Tintenfische auf neapolitanische Art). Dazu werden kleine Tintenfische in Knoblauch und Öl angeschwitzt, mit Wein, Tomaten, Sultaninen und Pinienkernen für etwa 1/2 Stunde weich geschmort und mit schwarzen Oliven und Petersilie vollendet.
- Calamari ripieni (gefüllte Tintenfische): Mittelgroße Tintenfische werden ausgenommen, die Fangarme kleingehackt und mit Knoblauch, Petersilie, Rosmarin und Olivenöl vermischt. Die Tuben werden mit der Mischung gefüllt, zugenäht, angebraten und in Wein zugedeckt geschmort. Sie werden mit Zitrone und rohen Tomaten serviert. Oder Fangarme mit Knoblauch und Petersilie vermischt kleingehackt, Semmelbrösel oder gekochter Reis dazugegeben und gefüllt und wie beschrieben gegart. In Japan werden mit Reis gefüllte Tintenfische als einfaches Fischergericht in einer Mischung aus Sojasauce und dreierlei Reiswein gedünstet.

- Seppie in umido (geschmorte Tintenfische): In Streifen geschnittene Tintenfische werden einige Stunden in einer Marinade aus Weinessig, Zwiebeln, Salz und Pfeffer eingelegt, mit Knoblauch, Petersilie und Tomatenmark geschmort und mit Erbsen vollendet.

- Fritto misto di pesce (frittierte Meeresfrüchte): Neben kleinen Fischen und Garnelen werden auch Tintenfische, die Tuben in Ringe geschnitten, in Ei und Mehl gewälzt und anschließend frittiert.

- Polpo alla Luciana (Krake „Luciana“): Der vorbereitete Krake wird im ganzen mit Chili, Tomaten und Petersilie für zwei Stunden sanft gekocht. Anschließend in Stücke geteilt und lauwarm mit Knoblauch, Petersilie, Olivenöl und Zitronensaft serviert. Einen Weinkorken mitzukochen ist ein Trick sizilianischer Fischer, der dafür sorgen soll, dass das Fleisch zart wird.

- Pulpo en vinagreta: Der Krake wird gekocht, zerteilt und mit grünen Paprika, Zwiebeln, Essig und Olivenöl zu einem Salat zubereitet.

- Choquinhos à algarvia (kleine Sepien nach Art der Algarve): Die ganz kleinen Sepien werden im Ganzen, also inklusive der Innereien und des Tintenbeutels in Olivenöl und viel Knoblauch sautiert und mit Weißwein abgelöscht. Der frische Koriander zum Schluss ist typisch für die südportugiesische Küche.

- Die in Mitteleuropa beliebten panierten Tintenfischringe, die aus den Tuben von Kalmaren zubereitet werden und nicht aus Fangarmen, sind Bestandteil des Fritto misto aus Meeresfrüchten.

- In Japan werden Tintenfische auch roh zum Sashimi verzehrt.

Die Tinte von Sepien wird zum Einfärben von Pasta, Reis oder Gebäck verwendet.